# Nabila Tizi
Nabila Tizi-Sadki (født 20. marts 1984 i Algeriet) er en arabisk håndboldspiller som spiller for Brest Bretagne Handball i Frankrig og Algeriets håndboldlandshold.